# Ornaatmees
De ornaatmees (Pardaliparus elegans; synoniem: Parus elegans) is een zangvogel uit de familie Paridae (mezen) die alleen voorkomt in de Filipijnen.
De Filipijnse naam voor deze vogel is Baungan, de Tagalog naam is Pitit motas en in de Visayas wordt de ornmaatmees Boriringon genoemd

## Kenmerken
Deze soort wordt inclusief staart 11,5 centimeter lang en heeft een vleugellengte van 6,5 centimeter. De mannetjes en vrouwtjes van deze relatief kleine soort lijken sterk op elkaar. De verschillende ondersoorten verschillen van elkaar in kleur en door de hoeveelheid en locatie van de witte of gele vlekken op de vleugels en rug.
Bij P. e. elegans is het mannetje aan de bovenzijde van de kop, op de keel en de bovenkant van de borst glimmend blauwzwart. De nek is zwart met gele plekken. De bovenzijde van de rug is zwart met witte plekken en de onderzijde geelachtig grijs. De staart is zwart met wat wit, voornamelijk aan de uiteinden. De vleugels zijn zwart met grote witte strepen op de vleugels. De voorzijde van de kop, de onderkant van de borst en de buik is geel. Een vrouwtje is valer van kleur. De snavel is zwart en aan de basis some grijs. De ogen zijn donkerbruin en de poten grijs.

## Ondersoorten en verspreiding
Deze vogel komt voor op de Filipijnen en telt negen ondersoorten:
- P. e. albescens (Guimaras, Masbate, Negros en Ticao)
- P. e. bongaoensis (Bongao)
- P. e. elegans (Catanduanes, Centraal- en Zuid-Luzon, Mindoro en Panay)
- P. e. edithae (Calayan en Camiguin)
- P. e. gilliardi (West-Luzon)
- P. e. mindanensis (Leyte, Mindanao en Samar)
- P. e. montigenus (Noordwest-Luzon)
- P. e. suluensis (Sulu-eilanden)
- P. e. visayanus (Cebu)

## Leefgebied
De ornaatmees komt in alle bostypes en op alle mogelijke hoogten voor. Ze zijn meestal te vinden in kleine groepjes met andere vogelsoorten zoals de roodborstbuulbuul (Hypsipetes philippinus), de pluchekapboomklever (Sitta frontalis), de in de Filipijnen voorkomende boszangers (Phylloscopus) en indien aanwezig waaierstaarten (Rhipidura)

## Status
De grootte van de populatie is niet gekwantificeerd maar de soort wordt omschreven als vrij algemeen. Op de Rode lijst van de IUCN heeft deze soort de status niet bedreigd.